# Grosser Landeggkopf
Le Grosser Landeggkopf est une montagne qui s’élève à 2 900 m d’altitude dans les Hohe Tauern, en Autriche.